# 天誅 (ゲーム)
『天誅』（てんちゅう）は、コンピュータゲームのシリーズ。ステルスゲームの一種。一貫して、敵から身を隠し一撃で葬り去るという忍者の任務を主眼としたゲームシステムを持つ。
ゲーム音楽は朝倉紀行が担当しており、打ち込みサウンドが主流であった当時のゲーム音楽においてギターやバイオリン、民族弦楽器など、生楽器を多用している。

## 概要
プレイヤーは主に郷田松之信が治める郷田荘やその周辺地域で、忍者である力丸や彩女を操作して任務を実行する。またシリーズによっては他の忍者や、藤岡鉄舟など忍者以外のキャラクターが使えるものもある。シリーズによって多少の相違はあるが、敵に気付かれていない状態で攻撃をすると「忍殺」となり、相手を一撃で倒すことができる（見つかっても直ちに攻撃すれば一撃で倒せる）のが本ゲームの特徴である。主人公の最大HPは100と設定されているため、体力が0になるとプレイヤーは死亡し、任務失敗となる（ただし、奈落の底に落ちても即任務失敗になる）。時代設定は戦国時代（忍者が闇で暗躍していた時代）。ただし、実在の歴史人物は登場せず、江戸時代に開業した越後屋が登場するなど、必ずしも史実の戦国時代と一致するわけではない。武家屋敷、南蛮船、城下町などのある時代劇のような世界となる。

## シリーズ一覧

### 立体忍者活劇 天誅
シリーズ第1作。初期設定では、当時力丸25歳、彩女21歳。必殺は立位置で力丸、彩女ともに3種に変化する。これ以前にも体験版が存在する。なお、ここで言う『天誅』はシリーズ全体を意味する語句でもあるため、曖昧さ回避を踏まえ本作を『天誅 壱』と呼称する。
発売から1年後には、『天誅 壱』をより遊びやすくし、海外版で追加されたステージ二つ、オープニングムービー、言語選択機能に加え、新たに任務作成モード（虎の巻）の追加やエンディングのアニメ画などの変更点も大幅にリニューアルされた『立体忍者活劇 天誅 忍凱旋』が発売された。その後も、『忍凱旋』の虎の巻モードで任務を一般から募集し、その中から厳選された100+α（裏任務）のステージを選出した『立体忍者活劇 天誅 忍百選』も発売された。なお、忍百選は海外では未発売。
『立体忍者活劇 天誅』のタイトル画面では「臨・兵・闘・者・皆・陣・烈・在・前」の回転表示が遅くなってから「天誅」が早く表示され、『立体忍者活劇 天誅 忍凱旋』と『立体忍者活劇 天誅 忍百選』のタイトル画面では「臨・兵・闘・者・皆・陣・烈・在・前」の回転表示が少しずつ遅くなり、「天誅」がゆっくり表示されてから「忍凱旋」と「忍百選」の辺りで苦無を突き刺す。タイトル画面の風景は「壱」がオレンジ、「忍凱旋」が青、「忍百選」が緑になっている。
ゲームオーバーでは枯れ木の闇に囲まれている墓標に十六夜と二振りの小太刀が置く静止画の風景となっている（下画面にスタートボタンがタイトルへ、○ボタンが再挑戦のアイコンが出ており、どちらのボタンを押すとその画面が早く消える）。「任務失敗」の文字の色はオレンジで、横書きの俳句が一列ずつ出る。

### 開発（天誅 壱）
もともと同社は移植を手掛ける傍らシステム系の仕事を主体としていたが、創設者のひとりがとあるセミナーに参加したことで評判となり、ソニー・ミュージックエンタテインメント（SME）の“Digital Entertainment Program”で入賞した結果、商品化に進んだ。SMEに企画を持ち込んだ時点では、敵地に忍び込んで相手を倒すという点では製品版と同じだが、現代を舞台とするなど製品版とは設定や内容が大幅に異なっていた。その後、セッティングの迷走を解消すべく、誰もが知る時代劇を題材に変更され、これにより作品の方向性が定まった。アクワイアの代表で、ディレクター兼企画の遠藤琢磨は、ファミ通とのインタビューの中で「当時、日本には3D空間を自由に行動できるゲームがあまりなくて、日本人に受け入れられるのか、そもそも疑問視していたんです」としつつも、日本よりも海外の方が売れると判断し、日米同時販売を推し進めたと明かしている。また、和風のゲームを作るのであれば、外国人から見た間違った日本を表現したいと考えていたとも話している。
なお、本作でプロデューサーを務めた山本正美は、これがプロデューサーとしての初仕事となる。また、俳優のケイン・コスギがモーションアクターとして参加している。
刀や地雷など様々な忍具を使い、襲いかかる敵を倒していく。ゲームは全部で8つのステージで構成されており、各ステージごとに悪奉行の暗殺や仲間の救出などのクリア条件が用意されている。敵を捕まえることでなく暗殺するところは、勧善懲悪時代劇と違う所になる。

### 反響
本作は、海外で100万本、国内でも27万本のセールスを記録し、その後のアクワイアの方針に影響を与えた。

### 立体忍者活劇 天誅 弐
物語の舞台は『天誅 壱』の7年前。力丸18歳、彩女14歳。兄弟子「龍丸」の存在や、力丸の右目の疵など壱へと繋がるエピソードを垣間見ることができる。
元々はアクティビジョンの要望により、海外市場向けに開発されることとなったが、日本での発売予定が無かったことから、次回作で日本のユーザーがストーリー上の辻褄が合わなくなるのを回避するために、過去のエピソードを採用することとなった。開発途中で版権がアクティビジョンに変更になったことから、アクティビジョンの要望で、前作にあった和風の要素（越後屋や悪代官）、ステージのBGMなどは廃止された。
必殺は、正面、右、左、背後、頭上、足元、不意とそれぞれの位置で7つに変化する。行動制約が付くものの任意での抜刀、納刀が可能、死体隠遁が可能となった他、水遁、水中移動なども追加・変更された。
また、ステージリザルトでの忍術皆伝の取得点数に変更があり、前作と同じく初期持ち点は400点であるが、雑魚敵を10人忍殺して200点加算した600点を獲得しないと忍術皆伝とならない仕様に変更された。

### 天誅 参
物語は『天誅 壱』の続編の1年後。力丸26歳、彩女22歳。また、始末屋「藤岡鉄舟」が登場。前作同様アクティビジョンより海外市場向けに企画されたが、本作品より開発がアクワイアからK2に変更された。日本国内向けのローカライズはフロム・ソフトウェアが担当する。
高性能のハードになったため、グラフィックが大幅に向上。アナログスティック操作により、方向転換することなく全方位に動ける、右スティックでカメラアングルが自由に操作できる、忍殺モーションのキャンセル、奥義の習得、死体隠遁のオミットといった追加、変更がなされた。
ゲームオーバーの映像で、前作では枯れ木の闇に囲まれている墓標に十六夜と二振りの小太刀が置く静止画の風景となっていたが、本作では映像のものに変更され、力丸プレイ時は枯れ木の闇に囲まれた強い風とその墓標に突き立てられた十六夜の風景（特別任務でも同様だが、「郷田城への帰還」は郷田兵が巡回しているため、殺害すると即任務失敗になる）、彩女プレイ時は満月と桜の花弁が舞い散る時の風景、鉄舟プレイ時は夕日の風景になった。力丸プレイ時はゆっくり映像の画面が出始め、彩女と鉄舟プレイ時は早く映像の画面が出始める（下画面にスタートボタンが再挑戦、×ボタンが終了のアイコンが出ており、どちらのボタンを押すとその映像の画面がゆっくり消えるようになる）。ゲームオーバーの映像に変更した際、「任務失敗」の文字の色がオレンジから赤に変更されている。また、前作では横書きで一列ずつ俳句が表示されたが、本作では縦書きとなり、一斉に俳句が出るようになった。
タイトル画面では刀を斬る時の音が鳴った後に「天誅参」が表示され、スタートボタンを押すと「臨・兵・闘・者・皆・陣・烈・在・前」が順番に表示される。
システム面では前作追加された死体運びや水遁の術が廃止された。ステージリザルトにおいては、計算方法に変更点があり、発覚回数が多いほど、1回の発覚に対する減点が多くなるようになった。また、初期の持ち点450点が忍術皆伝の得点となっているため、前作のように雑魚敵を無理に忍殺する必要は無くなった。
海外版では力丸の走りモーションが違っていたり鉄舟の衣装が長ズボンになっているなど国内版とは一部異なっている。なお海外版のみ日本語と英語音声に加え「B-Side」と呼ばれる、声優のコミカルな音声トラックも選択可能になっている。
Best版には、メイキング映像や、イメージギャラリー集、天誅 紅のプロモーション映像が収録された特典ディスクが附属されている。
天誅 参 〜回帰ノ章〜
2004年にはXboxへと移植された『天誅 参 〜回帰ノ章〜』が発売された。Xbox Liveにて世界中のプレイヤーと対戦・協力プレイが可能となり、PS2版ではオミットされていた死体運びが復活した。
追加要素として3人の新キャラクター「田所勘兵衛」「弓削丞之助」「田所三冬」に加え、2つの新ステージ「武家屋敷」と「廃寺」の追加により、PS2版には無い新しい任務が各キャラクターに2つずつ追加され、新しい任務だけでなくPS2版からある任務にもいくつかのムービーが追加された。その他にも新奥義「破れ落葉」と「壁蓑」、新忍具「超命丹」と「眩み玉」も追加されている。また、敵キャラクターにもこちらがみつかってしまった時に笛を吹いて仲間を呼ぶという動作が追加され、新機能としてポーズ画面から「忍具選択画面に戻る」と「ステージを最初からやり直す」を選択できるようになった。
国内PS2版では規制された残酷表現がより顕著となっており、海外版と同じように敵を忍殺した時に一定の確率で敵の首が落ちるようになったが、首が落ちた死体は運べなくなってしまうという不具合も生じる。その他にも鉄舟の正面忍殺では敵の心臓を抜き取って手に握っている演出や、鉄舟のみゲームオーバー時にはさらし首が表示されるなどがある。海外版ではPS2の海外版と同じく力丸の走りモーションや鉄舟の衣装の違い、「B-Side」の有無はそのままになっている。
予約特典として痺れ団子型ミニクッションが配布された。
忍者活劇 天誅 参 Portable
2009年にはPSPへ移植した『忍者活劇 天誅 参 Portable』が発売された。こちらは『回帰ノ章』をベースにし、16:9のワイド画面に対応している。

### 天誅 紅
物語は『天誅 壱』と『天誅 参』の間。始末屋「凛」を中心とした物語で、主として外伝的なストーリーに彩女が関与した内容。物語上、力丸は冥王の騒乱で菊姫奪還後に行方不明のため、未登場。藤岡鉄舟はデモムービーでのみ登場している。システムはほとんど参同様だが、不完全だった部分が幾分か改善されている。次々と忍殺を決める忍殺乱舞が登場。死体運びが復活。また、ステージリザルトにおいては、特殊ボーナスが追加されており、未発覚ボーナスや忍具不使用ボーナス、ノーキルボーナス、全員忍殺ボーナス、全員斬殺ボーナスなどいくつかのボーナスを組み合わせることによって忍術皆伝が取得できるようになった。
本作の企画・制作はフロム・ソフトウェアが行い、開発は前作と同じくK2が行う。本作の発売直前にアクティビジョンからフロム・ソフトウェアへ商標権・著作権が移ったため、海外版はセガがローカライズを行うこととなった。
2010年にはPSPに移植した『忍者活劇 天誅 紅 Portable』が発売。16:9のワイド画面に対応され、新コスチュームが追加されている。

### 天誅 忍大全
力丸、彩女、凛、鉄舟、鬼陰の5人の外伝的ストーリー。『天誅 壱』以降から、キャラクターによって時間軸は様々。システム的には『弐』に近く、BGMも『壱』から『参』のものを使用している。『凱旋』や『弐』で好評だった任務作成モード「虎の巻」を再び取り入れており、本編のマップ自体が虎の巻で作られたものでもある。「忍大全」の名のとおり操作可能キャラクター数が31人と多数。
予約特典として、「天誅 〜必携の書〜」のUMDビデオが用意されており、ピクチャーレーベル仕様で力丸バージョンと彩女バージョンが存在する。このUMDビデオにパスワードが付属しており、公式サイトから4人のゲームクリエーターが制作した虎の巻の特別任務がダウンロードできたが、2005年11月11日より一般にも公開された。
PSP天誅シリーズとしては現在唯一ダウンロード版が存在する。
海外では欧州のみで北米版は発売されていない。なお、セガによってローカライズされた欧州版では「法律の問題」で手裏剣のグラフィックが苦無に変更され、オープニングムービーで力丸が手裏剣を弾く場面もカットされているとのことだが、他社により販売された同シリーズの作品ではそのような変更はされていない。

### 天誅 千乱
衣装やステータスをカスタマイズしたオリジナルの忍者が主役の番外編。
新たに追加された音や匂いの概念に加え、障子覗きから障子越し忍殺、壁や天井張り付き忍殺、死体投げ忍殺などが追加され、組み付きという新システムで行動の範囲が大幅に広がった。組み付きから当身で気絶させた敵を一箇所に集めてから連続忍殺でまとめて始末するなどといったプレイも可能となり、倒した敵の死体を並べたりゴミ捨て場や肥溜めに放り込むことができるなど自由度が高い。
オンラインでは2人から4人までの同時協力プレイが可能だが、海外版である『Tenchu Z』はサーバーが異なるため一緒にプレイすることはできなくなっている。また、海外版ではガードや抜刀、忍具使用のボタン配置など一部操作性も変更されている。
初回特典は「だれでも忍術皆伝の書」というガイドブックが用意されている。
2009年9月22日からゲームオンデマンドにて2940円（2000マイクロソフトポイント）で配信が開始された。

### 天誅 4
物語は『天誅 参』の1年後が舞台。開発は『天誅 弐』以来となるアクワイアが担当した。
キャラクターデザインが変更されたことに伴い、担当声優が一新された。ディレクターは金山圭輔。
今作ではシリーズ伝統の鉤縄や箱庭要素が無くなったことや、敵に見つかった際に強制的に一人称視点でのチャンバラモードに移行するなど、前作までのシステムから大幅な変更がなされている。また、本作のメインミッションは全10ステージとなり、第1章から第5章までと最終章が力丸で、第6章から第9章までが彩女となる。ストーリーは『天誅 4』から『6』までの三部作構成を予定していたが、2018年7月の時点で次回作に関する情報は出ていない。
2010年にはPSP版をベースに、協力任務・新必殺技・連携必殺技・成長システムが追加された、『天誅 4 plus』が発売された。

### DARK SHADOWシリーズ

#### 天誅 DARK SHADOW
デフォルメされたキャラクターとコミカルな要素を含んだトラップ式アクションゲーム。物語は『天誅 弐』の続編。
海外ではタイトル名が『Tenchu: Dark Secret』に変更されている。

#### Shadow Assault 〜TENCHU〜
登場キャラクターやデザインは『参』、『紅』、『千乱』の主人公やボス。Xbox Liveにてオンライン配信されているトラップアクション。体験版は無料、製品版は800マイクロソフトポイント、円換算で約1200円。これまでのシリーズとは異なり、武器を振ることができない。マップに配置されている忍具を地面に置き、トラップで敵を倒すトラップアクションゲーム。

### 携帯アプリ
- 天誅 彩女の章（あやめのしょう）（2004年7月・i-mode、Ezweb、Yahoo!ケータイ 開発：エイチアイ）
- 天誅 忍術皆伝（にんじゅつかいでん）（2005年8月22日・i-mode、Ezweb、Yahoo!ケータイ 開発：エイチアイ）
- 天誅 忍ノ兵法（しのびのひょうほう）（2006年8月24日・i-mode、Ezweb、Yahoo!ケータイ 開発：エイチアイ）
- 天誅 戦国秘録（せんごくひろく）（2006年12月7日・Ezweb、Yahoo!ケータイ 開発：エイチアイ）

### パチスロ・パチンコ
- 天誅（2009年6月、ニューギン）
- 天誅〜Deadly Blow〜（2012年3月、ニューギン）
- CR天誅（2014年3月17日、EXCITE）

## 時間軸の流れ
- 立体忍者活劇 天誅 弐（『立体忍者活劇 天誅』の7年前）
- 天誅 DARK SHADOW（『立体忍者活劇 天誅 弐』の2年後）
- 立体忍者活劇 天誅
- 天誅 忍大全（鉄舟編）
- 天誅 紅
- 天誅 忍大全（凛編）
- 天誅 参（『立体忍者活劇 天誅』の1年後）
- 天誅 忍大全（彩女編）
- 天誅 忍大全（力丸編）
- 天誅 忍大全（鬼陰編）
- 天誅4（『天誅 参』の1年後）

## 関連商品

### サウンドトラック
- 立体忍者活劇 天誅 サウンドトラック（1998年4月22日 / SRCL-4224 / ソニー・ミュージックレコーズ）
- 天誅 弐（2006年5月17日 / Mega-Alpha）
  - iTunes Storeでの配信。
- 天誅 参 オリジナルサウンドトラック（2003年5月21日 / SVWC-7177〜7178 / アニプレックス）
- 天誅 紅 オリジナルサウンドトラック（2004年7月22日 / SVWC-7207〈CCCD盤〉、SVWC-7310 / アニプレックス）
- 天誅 千乱 オリジナルサウンドトラック（2006年11月22日 / VGCD-0066 / 5pb.Records）
- 天誅 4 オリジナルサウンドトラック（2008年10月29日 / SVWC-7591 / アニプレックス）

### 小説
- 天誅〜妖魔猛襲〜（1998年3月14日・ゼスト 著者：須凰京介、F.E.A.R.）

## 版権の変遷
第1作である『天誅』は、アクワイアにより企画・開発され、1998年にソニー・ミュージックエンタテインメント（SME）より発売された。2作目の『天誅 弐』の製作途中、SMEがゲーム事業から撤退したため、アクワイアはSMEから版権を買い取ろうとするも折り合いがつかず断念、SMEは版権を海外版を販売するアクティビジョンに売却した。また次作よりアクワイアは開発から離れることとなる。続く『天誅 参』からは開発をK2が担当し、日本での発売はフロム・ソフトウェアによって行われることとなる。その後、『天誅 紅』の発売直前の2004年7月5日にフロム・ソフトウェアがアクティビジョンから版権を取得した。そして、『天誅 4』よりアクワイアが開発に復帰した。参、紅のPSP版の移植はK2の元スタッフが立ち上げたKUROGANEが開発を担当した。2020年7月20日にアクワイアが天誅の海外版のサブタイトル『Stealth Assassins』の商標権を日本で出願した。

## 主な登場人物
【】内は登場作品（ただし『忍百選』は考慮に入れない）。力丸、彩女の二人が共通する箇所においては「影」と表記する。

### 『壱』より登場
力丸（りきまる）
声 - 大川透、坪井智浩（『弐』）、小山力也（『4』）
【『紅』を除く全作】
東忍に代々伝わる名刀「十六夜（いざよい）」を18歳時に受け継いだ現、東忍流頭目。忍びの卓越した業（わざ）と徳義心をもって主君の影となり暗躍する。自らの忍としての生き方に揺るぎない自信と誇りを持ち合わせ、いかなる任務も忠実に完遂することで、主君に全幅の信頼を置く最高の忍者である。普段は冷静沈着で、思いやりや気遣いを見せることもあるが、己の倫理観に反するものを見、ひとたび内に秘めた激情が迸ると誰にも止められない。
『壱』、『忍凱旋』のエンディングでは冥王の騒乱で彩女と菊姫を逃がし（この時は岩盤に飲み込まれるのと引き換えに十六夜を置いて大きな岩を後ろへ持ち上げる姿も見られる）、自らは崩れ落ちる岩盤に飲み込まれて完全に行方不明となってしまったが、一年後の『参』で奇跡の帰還を果たして任務に復帰する。
『参』のゲームオーバーでは枯れ木の闇に囲まれた強い風とその墓標に突き立てられた十六夜の風景になっている（特別任務でも同様だが、「郷田城への帰還」は郷田兵が巡回しているため、殺害すると即任務失敗になってしまう）。
『千乱』では東忍の頭領としてプレイヤーの忍に任務の指令を与える立場となる。
彩女（あやめ）
声 - 沢海陽子、乾政子（『弐』）、甲斐田裕子（『4』）
【『千乱』を除く全作】
東忍流の女忍者。僅か十四歳にして忍術皆伝を受けた才女で、伝統や格式に捕われず、独自の技から繰り出される二振りの小太刀で闇の中を艶やかに舞う。任務に関しては力丸と比較して、より冷徹で効率的に淡々と遂行する傾向にあるが、愛する者に対する一途な面も持合わせている。普段の性格は奔放、かつ気分屋で、姉妹鈴を別けた菊姫を実の妹のように慕い、護りぬくことを心に決めている。
『壱』、『忍凱旋』のエンディングでは冥王の騒乱時に力丸より十六夜を受け取って菊姫と共に脱出し、彼への弔いまたは墓標としてその場に十六夜を残したが、一年後の『参』のオープニングでは、冥王の騒乱から復帰した力丸がその墓標に突き立てられた十六夜を手にする所から始まる。『参』のゲームオーバーでは満月と桜の花弁が舞い散る時の風景になっている。
『紅』では各国を転々としながら殺しを請け負う始末屋集団"黒屋"と単身で戦うが傷を負い、磐津に逃げ込んだところを凛に救われる。名前の由来は「殺める女」という意味を持つ。
『4』では凛姿が菊姫を誘拐したことで菊姫を助けるために地図を見て捜索し、菊姫を無事に救出することができたほか、最終決戦後のエンディングでは鬼影を倒すよう諭して力丸を止めようとするが、放たれた力丸の刃は菊姫ごと鬼影を貫いて殺害されたのだと気づき、死んで動かなくなった菊姫の遺体にすがりついて泣いた。
東紫雲斎（あずま しうんさい）
声 - 塚田正昭
【『弐』、名前のみでは『壱』、『忍凱旋』も】
郷田に仕えていた（『天誅 弐』時点での）東忍流頭目。忍び名は紫丸。戦災孤児の龍丸、力丸、彩女を拾い忍びとして育てた。居合の太刀筋はまだ健在だったが、『弐』の序盤で龍丸に十六夜を託し自らは隠居する。しかし、その後記憶を失い忘失した龍丸との戦いで命を落とした。
蝉丸（せみまる）
【『弐』ではストーリーに登場。『壱』、『忍凱旋』、『参』、『紅』、『千乱』では忍具として登場。『参』ではプレイ可能キャラクター。】
東忍流忍犬。赤や緑の鮮やかな布地を首に巻いている柴犬。東忍の忠犬として任務の補佐をする。優れた嗅覚による敵の追跡や鋭い牙と敏捷な動きによる噛み付きを得意とする。人懐こく、感情の機微がわかる。
『参』の対戦モードでは隠しキャラクターとして登場、十六夜を手に二足歩行し、力丸と同じ技を使う。ただし、奥義は使用できず、忍殺（敵に気付かれていない状態で攻撃を当て、一撃必殺する）ができず、また、犬ゆえの脚の短さから、三段連続斬りからの後ろ回し蹴りがまず届かない。
郷田松之信（ごうだ まつのしん）
声 - 秋元羊介、てらそままさき（『4』）
【『紅』を除く全作】
郷田家当主。領土欲も権勢欲も全く無く、只管に民と領内の安寧を第一に考える名君。東の忍びに支えられ領地を密かに守っている。早くして妻を失った寂しさからか、一人娘の菊姫には甘いようである。力丸と彩女には格別の信頼を寄せている。
『壱』、『忍凱旋』では菊姫がさらわれ、失意から床に伏せたが、エンディングでは菊姫と再会することができた。
関谷直忠（せきや なおただ）
声 - 北村弘一、納谷六朗（『4』）
【『紅』、『千乱』を除く全作】
郷田家筆頭家老。郷田家を支え、ダンディで頼もしく気概に溢れるが、一方少しそそっかしくお茶目で愉快な老人。
『壱』、『忍凱旋』での菊姫誘拐の際は責任を感じて隠居を申し入れたが、その後の作品にも登場する。
菊姫（きくひめ）
声 - 大谷育江、小笠原亜里沙（『4』）
【『千乱』を除く全作】
松之信の一人娘。『弐』における松之信の叔父である郷田基秀の内乱により五歳のとき母を失う。彩女を姉のように慕っている。
『壱』、『忍凱旋』で、『姫の大病』では菊姫の目が突然光を失われ、暗くて何も見えない場面もあったほか、最終ステージの「闇の城」では影が鬼陰との戦いで留守の時に城が狙われ、さらわれてしまったが、無事に救出され、エンディングでは彩女と共に脱出し、松之信と再会することができた。思春期を迎える年でありながら甘えの抜けない所があった。
『4』では姫の自覚を強く持つに至る。凛姿に狙われて誘拐されるが、無事に助けてくれた。最終決戦後のエンディングでは鬼影を倒すよう諭し、遅れて辿り着いた彩女は力丸を止めようとするが、放たれた力丸の刃は菊姫ごと鬼影を貫き、最期は涙を流す彩女の優しさに感謝しながら死亡する。
鬼陰/鬼影（おにかげ）
声 - 江川央生、藤原啓治（『4』）
【『紅』、『千乱』を除く全作】
齢八百歳といわれる伝説の忍者。鉄を仕込んだ脚絆による足技を得意とする。主たる冥王を現世に蘇らせるための血を求め、陽炎座に潜伏し四天王朱雀を称していた。冥王による此岸の支配のため、配下の鬼面衆を下知し、郷田を手中に入れようとする。
郷田家の盟友で隣国を治める赤間時頼の城を襲う。家臣たちはあえなく討ち死にし、赤間時頼は天守閣で自害する。
その後冥王が復活し、一度上記した郷田家の盟友で隣国を治める赤間時頼の城にて力丸らに討たれるも討たれた際に消え、その後、力丸らが自分を討ちに来て留守していた隙に郷田松之信の城へ押し入り、菊姫をさらうが力丸らによって冥王共々倒された。
一年後の『参』に於いて妖術使い天来によって蘇る。再度冥王復活を望み、七支刀を奪おうとする。しかし天来城塞で力丸らによって倒され、奈落に落ちる。しかし力丸の場合のエンディングでは、その後冥王を復活させていた。
『忍大全』の鬼陰編では、力丸ら主人公たちと同等に専用のシナリオが用意されており、実際にプレイヤーキャラクターとして操作することができる。郷田とその隣国一帯に残る鬼伝承は、ただの伝説ではなく彼の暗躍が元になっているという趣で、力丸・彩女の裏シナリオ的な流れとなる。
『天誅4』では名前の表記を“鬼陰”から“鬼影”に改められている。最終決戦後は力丸に敗れ、「我が魂魄は忌むべきお前と共に常に在る」と言い残して絶命する。
越後屋（えちごや）
声 - 塚田正昭、森川智之（『忍大全』）
【『壱』、『忍凱旋』、『忍大全』】
本名は越後屋徳兵衛で、郷田家の城下に立派な泉水や数本の桜が備えられた屋敷に住む豪商である。織物を扱って一代で財を築いた。
商売の傍ら商売で得た財力を使い高利貸しまで営むようになるが、その一方で取り立てはあまりのも横暴であり、覚えのない借金に高い暴利付けて返せない者は金で雇った浪人や無宿者を使い非道を繰り返している。また自身の保身しか考えないなど、極めて狭量。
城の者が彼を裁かんと証拠を探すも、己の手を汚すような真似を決してしないので証拠を出すはずもなかった。その身に余る横暴ぶりが郷田松之信の耳に入り、内密に影への命が下され闇へと葬り去られる。死に際に自分の金を気にしながら息絶えるほど、金に執着していた。
影との戦闘時にはピストルで応戦する。
『忍凱旋』では、影と佐々木半兵衛が戦う前に蔵へ逃げ込み、見つかった際に自分の起こした悪行のことを棚に上げて助けを求めた後、戦いに入る場面もある。また、越後屋亡き後の屋敷から見つかった台帳によって郷田家の勘定奉行である片岡伸衛門が背後にいたことが分かる。越後屋は港の荷揚げ、地均しに伴う利権の全てを与えられている。
『参』、『千乱』では彼の親類者も登場しており、同様の悪事を行っていた。
佐々木半兵衛（ささき はんべえ）
声 - 江川央生 （『壱』）、小林清志（『忍凱旋』）
【『壱』、『忍凱旋』】
越後屋邸にて越後屋の用心棒をする浪人風の男。
居合に天分があり、若い頃、既に流派の奥儀を極めた。
しかし増長するあまり強引な他流試合で多くの道場を潰し、ついには自分の師匠までも斬り殺す。
やがて酒色に溺れて諸国を流浪するうちに、越後屋に拾われた。
偶（ぐう）
声 - 高瀬右光
【『壱』、『忍凱旋』】
「虎鶫(とらつぐみ)の森」を抜けた山中に地下牢を構える肥満体の大男。そこで忍びを捕らえては拷問を繰り返していた。「〜グゥ」が口癖。
影との戦闘時は金砕棒を振るって攻撃してくる。背中にもその他多くの武器を背負っているが使用しない。任務の配置パターンの選択によっては熊や狼も戦闘に加わることがある。
怨（おん）
声 - 大木民夫
【『壱』、『忍凱旋』】
邪教「卍教」の教祖。一人称は「わち」。郷田家領内の神社仏閣を次々と襲っていた。人々を意のままに操るという“呪縛石”を腹に飲み込んでおり、それを「わちの子」と称している。
影との戦闘時は琵琶（体験版では行灯、『忍凱旋』では団扇）が武器であること以外、基本は偶と同じ。
バルマー（Balma）
声 - 星野充昭
【『壱』、『忍凱旋』】
残忍な海賊として名高い船長。スキンヘッドに筋肉質のいかつい容貌をしている。作中では彼のみポルトガル語を話し、技名も同様である。「黄金の国」と紹介された郷田家領を襲い、荒らしに来た。
影との戦闘時は右手のサーベルと左手のフックを振るって攻撃してくる。『壱』のみ水場に落ちると即死（他の海賊も同様）するが、『忍凱旋』では落ちなくなった。
冥王（めいおう）
声 - 大木民夫
【『壱』、『忍凱旋』、『参』】
地獄の闇より来たりし冥界の魔王。「七支刀」を武器としている。自身を現世に甦らせるため、闇の城の地下深くから鬼陰を操っていた。
『壱』、『忍凱旋』では影が鬼陰と戦っている間に菊姫をさらい、本拠地へ閉じ込めたが、最終的に追撃してきた影と戦いを繰り広げることになる。

### 『忍凱旋』より登場
明智田鶴（あけち たづ）
声 - 田中敦子
【『忍凱旋』】
明智尖十郎の妹で薙刀を振るう女武芸者。夜更けに関所の門前で一人稽古をしていた所に影と出くわし、戦うことになる。
力丸の場合は関を通ることを覚悟してもらうことを話し、彩女の場合は猥雑な挑発を受けた後で戦闘に入る。
明智尖十郎（あけち せんじゅうろう）
声 - 森田順平
【『忍凱旋』】
明智田鶴の兄で二刀を操る「明神双牙流」の師範。田鶴と同様に関所を守っている。
力丸の場合は東忍流との手合わせも兼ねて戦闘になるが、彩女の場合は討ち取られた田鶴の仇と称して戦いになる。
備前屋（びぜんや）
声 - 塚田正昭
【『忍凱旋』】
片岡伸衛門に賄賂を贈り、河岸工事の入札を要求していた男。任務のオープニングのみの登場。
彦根弥九郎（ひこね やくろう）
声 - 伊井篤史
片岡伸衛門の子飼。任務のオープニングでは誰もいない廊下で主人である片岡を「銭儲けが好きなお方」だと呟いていた。影と出くわし、片岡の居場所を尋ねられた際は返り討ちにしようと襲い掛かる。影に倒された後はおどおどした様子で片岡の居場所を教えたが直後に後ろから飛んできた矢に首を貫通され、死亡した。
影との戦闘時は刀持ちの兵と同じ戦法で戦う。
片岡伸衛門（かたおか しんえもん）
声 - 岩田安生
【『忍凱旋』】
郷田家の台所事情を一手に握る勘定奉行。功績は大きかったが、裏では港の荷揚げ・地均しに伴う利権の全てを子飼いの商人に与え、私腹を肥やしていた。この知らせを受けた松之信も初めは迷ったが、自ら掲げた大義滅説（たいぎしんをめっす）の家訓の名の下、影を送って自身の意を伝えることにした。
力丸の場合は松之信が既に自身の悪行を知っていたことを悟り、切腹をし、力丸に介錯をしてもらうことで武人としての最期を迎えた。彩女の場合は「貴様如きに説教されるほど落ちぶれていない」と抵抗し、戦闘になる。
影との戦闘時は弓矢で応戦する。通常の弓兵と違ってガードや近接攻撃、そして矢の連続発射（最大三回）が可能。

### 『弐』より登場
龍丸（たつまる）
声 - 浜田賢二
【『弐』、『参』、『忍大全』】
東忍流忍者。体術による攻撃を得意とする。力丸・彩女の兄弟子。郷田内乱の折、紫雲斎より東忍流頭目の座と名刀十六夜を受け継いだ。力丸・彩女には兄同様に慕われていたが、忍者集団「陽炎座（かげろうざ）」頭領を名乗る女忍者、香我美とともに岬から海に落ち、一切の記憶を失った。海岸に打ち上げられ瀕死のところを香我美に助けられたことで、その後「陽炎座」に加わり四天王の一人青龍として活動中、師の紫雲斎を殺めてしまう。その後、記憶が戻るも香我美のため側にあることを決め、陽炎座に留まり郷田に反目。争乱の終盤、罪を雪ぐために自決。十六夜は龍丸の手を離れ、力丸の手に継がれることとなる。
一年後の『参』に於いて妖術使い天来によって蘇り、「天来六人衆」の一人として影と対峙する。
佳（けい）
声 - 幸田直子
【『弐』】
郷田松之信の妻であり、菊姫の母。身分故の政略結婚ではあったが、彼の温和な性格に惹かれ、良き伴侶となっている。
郷田基秀の内乱の際に彼に刀を斬り付けられてしまう。深手を負いながらも、自身の救出に来た彩女に二つ繋ぎの鈴を渡して菊姫のことを頼んだ後、息を引き取った。
橘十兵衛（たちばな じゅうべえ）
声 - 大木民夫
【『弐』】
郷田家の将軍で剣術指南役や城内警備責任者も兼ねる。独自に編み出した二刀流を操る隻眼の武士。息子に『4』で登場する橘百兵衛がいる。
「陽炎座」との最終決戦時に龍丸と遭遇し、死闘を繰り広げる。
浦野武人（うらの たけひと）
声 - 大木民夫
【『弐』】
郷田家の重臣。老体で腰が曲がった身ながら長槍と刀を同時に振るう豪傑。温泉好き。
「陽炎座」の隠し港の護衛に来た龍丸と戦う。
香我美（かがみ）
声 - 田中敦子
【『弐』】
戸田義貞に仕えていた如月流頭領の女忍者。忍びの世を築くため、戸田を裏切り「陽炎座」を旗揚げし、龍丸や鬼陰を含む多くの忍びを配下に集め、郷田の国、ひいては天下を狙う。能を嗜み、事あるごとに面を着けて舞を踏んでいる。
作中では、自らが龍丸に惹かれていることを否定できず、彼と共に岬から落下した際には止めを刺せず、逆に看護するという女らしい一面も垣間見える。
青龍（せいりゅう）
声 - ？
【『弐』】
香我美に見出された精鋭「如月流四天王」の一人。武器は両刃の剣（実際は鎖で繋がれた鎌と鉄球）。郷田基秀の内乱の際、天守閣の屋根の上で龍丸と遭遇した香我美に呼び出され、彼との戦闘に入る。
彼の死後は「陽炎座」の発足後に四天王の名が「陽炎座四天王」となり、記憶を失った龍丸が「青龍」を名乗ることになる。
玄武（げんぶ）
声 - 星野充昭
【『弐』】
「陽炎座四天王」の一人。またの名を「聡明の玄武」。巨漢で二対の棍棒を武器としている。
作中ではコメディリリーフな面も目立ったが本人はいたって真面目で、自分を認めてくれた香我美を慕い、四天王の中では唯一心から忠誠を誓っている。
朱雀（すざく）
声 - 江川央生
【『弐』】
「陽炎座四天王」の一人。またの名を「愁いの朱雀」。長髪に白い肌と右腕の入れ墨、盲目故に目に巻いた黒い布が特徴。武器は刀だが蹴り技も使用する。
血を好み、強者との戦いを追い求める狂戦士。そのために強者だけが生き残れると堅く信じ、他人はおろか部下であっても弱者は容赦なく斬り捨てる。
その正体は前述の通り鬼陰であり、血を収集して冥王を復活させるため暗躍していた。陽炎座壊滅の時に四天王の中で唯一生き残り、以後は東忍流の影や郷田家と対峙していくことになる。
白虎（びゃっこ）
声 - 柳知樹
【『弐』】
「陽炎座四天王」の一人。またの名を「卑劣の白虎」。兄弟のように育った白い虎「虎太郎」と共に戦う。本人も小柄だが短鞭を武器に卓越した技を振るう。
伽藍（がらん）
声 - 江川大輔
【『弐』】
盗賊団「桐燕」の首領。廃村を根城としている。娘を誘拐し、神社の柱に縛り付けてその周りに短剣を投げつける遊戯を楽しんでいた所を力丸に妨害され、戦闘になる。
影との戦闘時は煙管（キセル）を振るって攻撃する。
梵論（ぼろん）
声 - 高瀬右光
【『弐』】
盗賊団「霧鴉」の首領。近隣の人々に迷惑を掛けていた。夜の廃村で高床の祠にいた彩女の前に馬に乗って現れ、そのまま戦闘に移る。
影との戦闘時は巨大な木槌を振るって攻撃する。
郷田基秀（ごうだ もとひで）
声 - 伊井篤史
【『弐』】
郷田松之信の叔父。先代当主の死後、弟の自身でなく甥の松之信が当主となることを不服として、隣国の戸田義貞と共謀して内乱を起こす。最初は松之信と一騎討ちで彼に短筒を発砲してうずくまらせた所に力丸が現れ、連戦となる。とどめを刺されそうになったが松之信が庇い、その隙に逃走して今度は菊姫をさらい、抵抗する佳を斬り伏せた。そうして戸田の陣に戻ってきたが、これは戸田義貞の罠であり、自身の兵士を討たれ、最期は義貞の手によって斬られる。自身の不服に伴い郷田家を窮地に立たせたことと松之信を裏切ったことを謝罪の言葉を述べながら絶命した。
影との戦闘時は刀持ちの兵と同じ戦法に加え短筒を発砲して攻撃する。
戸田義貞（とだ よしさだ）
声 - 楠見尚己
【『弐』】
郷田家領の隣国、戸田家の当主。郷田基秀と共謀し、彼の内乱に合わせて挙兵する。基秀とは共に覇権を分かち合う約束であったが、彼を騙して殺害した。その後は夜明けを機に郷田城を攻め入り、天下を狙おうとしたが、本陣内に潜んでいた龍丸に襲われる。深手を受けた直後に香我美に刀で突き刺され、死亡した。
彼が使用する技の名称にはほとんどが「火」およびそれに関連する漢字が付けられている。
竈馬（かまどうま）
声 - 丁田政二郎
【『弐』】
「陽炎座天狗一派」の首領。武器は二振りの鎌。「〜っちょ」が口癖。渓谷に天狗砦を構え、山里の村から人々をさらっていた。
彼らを解放した力丸に隠し港の地図を渡そうとした村人の一人を斬り伏せ、そのまま力丸との戦闘に移った。
王大海（ワン ターハイ）
声 - ？
【『弐』】
明国人で「抱留孫党」の党首。王小海の父。武器は青龍刀。「〜アル」「〜ヨロシ」「アイヤー」といった口調で話す。
人身をさらっては絶海の孤島「九焔島」の労働力として働かせていた。その彼らを解放した彩女を始末するべく戦闘に突入する。
王小海（ワン シャオハイ）
声 - 真殿光昭
【『弐』】
「抱留孫党」に所属する中国拳法を操る辮髪の明国人。王大海の息子で口調も同様。労力としてさらわれた村人たちを救うために隠し港にやって来た力丸を迎え撃とうと襲い掛かる。
雪蛍（ゆきほたる）
声 - 高森奈緒
【『弐』】
「陽炎座」のくノ一。武器は小太刀。朱雀と共に朱嶽寺を乗っ取り、寺の奪還に来た力丸と対決する。敗北後は朱雀の胸に寄り添って最期を迎えようとしたが、無情にもその朱雀から首を突き刺されて死亡した。
蛞蝓（なめくじ）
声 - 樫井笙人
【『弐』】
「陽炎座巴衆（かげろうざともえしゅう）」の一人。武器は長刀（実際の形状は鏟に近い）。前に釣り下がった2本の白い毛と常に晒している舌が特徴。閉ざされし村で龍丸を追いかけようとした彩女を蛇、蛙と共に遮り、戦いを挑む。
蛇（くちなわ）
声 - 坂東尚樹
【『弐』】
「陽炎座巴衆」の一人。武器は刀手甲。痩せぎすの体型と逆立った髪が特徴。
蛙（ひき）
声 - 小野塚貴志
【『弐』】
「陽炎座巴衆」の一人。武器は足爪。3人の中では最も体型が太く、戦闘時の移動速度も最も遅い。

### 『参』より登場
藤岡鉄舟（ふじおか てっしゅう）
声 - 小西克幸
【『参』、『回帰ノ章』、『紅』（デモムービーにのみ登場）、『忍大全』】
『参』のプレイヤーキャラクターの一人で、ある条件を満たすと操作が可能。
昼はしがない町医者、夜は始末屋。主に体術や針と骨外し・心臓握り等の手技を殊とする。筋の通らないことが嫌いで金銭のけじめに厳しい。ゲームオーバーの映像では夕日の風景となっている。
天来（てんらい）
声 - 大塚周夫
【『参』』、『回帰ノ章』】
齢三百を超える妖術使い。龍丸や鬼陰などの強者たちを反魂の術を用いて蘇らせ、陰で操りながら世界征服を目論む。
神楽（かぐら）
声 - 井上喜久子
【『参』、『回帰ノ章』】
「天来六人衆」の一人。透けるような白い肌と黒く長い髪が印象的な美女。呪符使いで式神や呪符を使った攻撃を使用する。男勝りな性格だが女性としての魅力はかなり高い。また、残忍かつ冷酷な性格でもあり、顔色を変えること無く人を殺すことができる。
大胆に脚部を露出させた巫女服と魅惑的なスタイルで誘惑しながら闘う。
厳陀（がんだ）
声 - 郷里大輔
【『参』、『回帰ノ章』】
「天来六人衆」の一人。全身が筋肉質の巨体で怪力を持つ他、岩をも砕く大きな錫杖を武器としている。
奇舞羅（きまいら）
声 - 岩田光央
【『参』、『回帰ノ章』】
「天来六人衆」の一人。からくりやからくり人形の製作に長けている。背中に背負った棺桶には自身の最高傑作である戦闘用からくり人形「舞姫」が仕舞われている。
百化け（ひゃくばけ）
声 - 上田陽司
【『参』、『回帰ノ章』】
天来直属の部下。他人の姿に変装することができ、その技術は並の忍者でも見極められない。作中ではプレイヤーが力丸の場合は彩女、彩女の場合は力丸に変化して戦った。
陣内右京（じんない うきょう）
声 - 小杉十郎太
【『参』、『回帰ノ章』、『忍大全』】
始末屋であり、「天来六人衆」の一人でもある剣豪。四尺もの長い刃の刀で高速の居合抜きを放てる居合の達人。物静かな性格で感情を顔に出すことはほとんどない。鉄舟とは以前からの顔見知り。
浪人の身でありながら覇権獲得の野望を抱き、権力者たちに近づいていた。野望への利用価値から天来六人衆に加わり、郷田襲撃に荷担。その際に鉄舟の仲間である千吉や元締めをも殺害したため、彼と対峙することになる。
越後屋徳兵衛（えちごや とくべえ）
声 - 上田陽司
【『参』、『回帰ノ章』】
越後屋の二代目。那須と結託して銭儲けを企むが、影によって誅された。
那須（なす）
声 - 郷里大輔
【『参』、『回帰ノ章』】
郷田家の家臣。越後屋徳兵衛と結託して銭儲けを企むが、影によって誅された。
戦闘時は刀で攻撃してくる他、命乞いからの騙し討ちも使用する。
田島英五朗（たじま えいごろう）
声 - 石井康嗣
【『参』、『回帰ノ章』、『忍大全』】
用心棒。刀の他にこの時代では入手の難しい三連式の銃を持つ。銃にのみ関心を持つ男で銃を撃つことに至上の喜びを感じている。そのために銃が撃てる仕事だけを引き受け、その報酬も銃のために費やす。陰湿でしつこい蛇のような性格。
『参』では越後屋徳兵衛の用心棒として影と戦う。
生駒屋善之助（いこまや ぜんのすけ）
声 - 清川元夢
【『参』、『回帰ノ章』、『紅』、『忍大全』】
始末屋の元締め。鉄舟に闇の商売を斡旋する。右京に殺害される。

### 『回帰ノ章』より登場
田所勘兵衛（たどころ かんべえ）
声 - 小林清志
【『回帰ノ章』】
郷田家の重臣。郷田家への謀反を企んでいた。
田所三冬（たどころ みふゆ）
声 - 冬馬由美
【『回帰ノ章』、『忍大全』】
田所勘兵衛の娘。早くに母親を亡くし、父である勘兵衛から剣術を学ばされるなど男のように育てられた。二刀流を操り、その腕前は達人級。
勘兵衛の謀反の計画を知り、父への情念と国への忠義で揺れ動くが、最終的に謀反を密告した上で父と共に死ぬ道を選び、影と対決した。
弓削丞之助（ゆげ じょうのすけ）
声 - 小杉十郎太
【『回帰ノ章』、『忍大全』】
田所勘兵衛の家臣。年齢にそぐわぬ剣の達人。野心家故に勘兵衛と共に郷田家への謀反を起こそうと企むが、陣内によって謀反の発起人に仕立て上げられてしまう。遂には依頼を受けた鉄舟によって始末された。

### 『紅』より登場
凛（りん）
声 - 雪乃五月
【『紅』、『忍大全』】
『紅』の実質的な主人公。葉隠れの里出身の少女で、幼い頃から忍びの技と知恵を学んできたが、十六のとき里を焼かれ、その首謀者へ復讐するために始末屋となることを決意する。時を同じくして、とある任務により里を訪れていた彩女と遭遇し、その状況から里を滅ぼした仇と誤解するも、後に真相は別にあることを悟る。彩女と協力し、里の裏切り者であり同時に元許婚の重蔵、および配下の黒屋一味が黒幕であることに苦悩しつつも、自ら始末を全うした。
『忍大全』では始末屋紅屋を離れて一人旅をしていたところ、死にかけの町人から始末の依頼を引き受け、その過程で郷田に関わる陰謀を知り、かつての恩人である彩女のために郷田の事件に干渉する。
黒塗りの重蔵（くろぬりのじゅうぞう）
声 - 中田浩二
【『紅』、『忍大全』】
元は葉隠れの里の忍びであり、次期頭領の座を約束された凄腕の男。傘に仕込んだ仕込み刀を使う。影に生きるのを良しとせず、また、殺しこそが喜びであったため、始末屋集団「黒屋」を結成し、自らの里を襲撃する。最後は元許嫁であり、かつての仲間でもある凛により、その野望と共に葬られる。
双葉（ふたば）
声 - 甲斐田裕子
【『紅』】
「黒屋」の始末屋。葉隠れの里出身の女性。単葉の双子の姉。全ての忍術において凛が一歩上を行っていたため、彼女を敵視するようになる。さらに双葉が恋心を抱いている相手の重蔵が元許嫁である凛を黒屋に引き入れようとしていたことが分かったため、執拗に彼女の命を追うようになる。
戦闘時は右手に仕込んだ弩から毒矢を放つ。
単葉（ひとは）
声 - 細井治
【『紅』】
「黒屋」の始末屋。葉隠れの里出身で双葉の双子の弟。姉と共に里を裏切り、黒屋の始末屋として生きている。無口で寡黙な男だが、双葉には姉弟でありながら想いを寄せており、血縁関係ということで届かない想いという複雑な心境を持つ。双葉に逆らう者には敵意を向けて容赦なく襲いかかる。
戦闘時は左腕に爆薬を仕込んだ武器「鋼鉄拳」で攻撃してくる。双葉を先に倒すと姉を殺された怒りにより単葉の攻撃方法が変化する。
鎬（しのぎ）
声 - 藤原啓治
【『紅』、『忍大全』】
「黒屋」の始末屋で剣の達人。元々は町のゴロツキで自身の剣技で以て町で幅を利かせていた。周りに剣の相手がいなくなって暇を持て余していたが、後に硝と共にでかい仕事ばかりを扱う黒屋に入った。1000人斬りを目標としており、達成の暁にはその刀で自らの命を絶つことを夢見ている。劇中ではあと一人で目標を達成する目前まで至ったが、彩女と対峙した際に敗死し、皮肉にも自分がその1000人目にして命を絶たれることになった。戦闘時は両手だけでなく口にも刀をはめた三刀の剣技を使って戦う。
硝（しょう）
声 - うえだゆうじ
【『紅』、『忍大全』】
「黒屋」の始末屋。全く音や声を立てずに殺しを遂行できるため、「黙（だんまり）の硝」と呼ばれている。鎬と共に重蔵に拾われてからは彼の男気に惚れている。
無口で普段は三味線を弾くことで自己を表現する。その三味線は始末用道具として改造が施されており、音色を聴かない者には激しい敵意を見せながら容赦なく仕込んだ銃を発砲する。三味線を弾くための撥は近接攻撃としても使用する。
乱造（らんぞう）
声 - 森川智之
【『紅』、『忍大全』】
「黒屋」の始末屋。二本の太刀を繋げた仕込み刀を得物としている。女性に対する加虐嗜好があり、請け負う仕事の中でも女殺しを好んで引き受けるため「すけこましの乱造」と呼ばれている。その性格から相手をいたぶる戦法を好む。
黒屋は力の弱い女性を殺すことを良しとしない者が多い中で、乱造のみ積極的に引き受けるため、重蔵からは重宝されている。

### 『千乱』より登場
鷸（しぎ）
声 - 井上和彦
【『千乱』】
緒河原永頼に仕える忍。忍というものに自分なりの考え方、ルールを設けている。そのルールを自ら破ることは絶対に無いストイックな性格。ただし、好いた相手（恋愛感情が絡まるわけではない）ほど、殺したくなるという困った気の持ち主。
緒河原永頼（おがわら ながより）
声 - 清川元夢
【『千乱』】
頭脳明晰で、自己の力に絶対の自信を持つ。母は幼いころに他界。父は相壇信光（あいぜんのぶみつ）。"弱者（精神的であれ、肉体的であれ）"は悪であり、生きている価値がないと思っている。父親への反乱を目論む。

### 『四』より登場
凛姿（りんし）
声 - 弓場沙織
【『四』】
妖艶の策士。清濁忍群（しだのしのびぐん）のくノ一で、変装や声帯模写が得意。
天誅シリーズ一の爆乳の持ち主で、露出された左胸には清濁忍群の刺青をしている。さまざまな策略で郷田家を陥れようと試みる。
東忍びの力丸や彩女の『天誅』に対して激しい憎しみを抱いており、力丸に追い詰められた際にはこれまでの彼の『天誅』を否定し、この世を浄化するためという理由で力丸に襲いかかる。
最終的に力丸との一騎討ちで敗北し、「眠れよ、安らかに」と力丸に斬られてその場で倒れ、「おとっつぁん、おっかさん……」と言い残して息絶えた。

### その他
ナレーション
声 - 小林清志、納谷六郎（『弐』）
任務冒頭で任務の内容に関する経緯を語る。

## 虎の巻
『天誅』において任務を作成できるモード。『忍凱旋』、『弐』、『忍大全』に搭載。忍大全に限っては本編も虎の巻でつくられている。主人公や敵などの人物、壁や段差、家屋、木などのオブジェクト、奈落、水場などを設置し自由にマップを構成できる。マップを構成するパーツは雰囲気別に多くのセットが用意されており、任務名、任務目的、制限時間や隠密などのクリア条件を設定し好きな任務を作ることができる。創作意欲の続く限り遊ぶことができ、下らない任務を作ったり、作成した任務のデータを交換したりと長く遊べることが特徴。

## 主な忍具など
忍具（にんぐ）は、『天誅』においてプレイヤーキャラクターなどの忍びたちが用いる特殊な道具である。始末屋用の物は始末道具（しまつどうぐ）という。
手裏剣、撒菱（まきびし）といった有名な忍者道具の他、以下のような物が登場する。
鉤縄（かぎなわ）
壁や塀、軒先などに引っかけ高所へ移動するための道具。最初から装備していて、置いていくことはできない。
痺れ団子（しびれだんご）
あまりにうまそうなため、動物はおろか人間でさえ拾い食いしてしまう毒入り団子。敵を首尾よくおびき寄せ、食べている最中は無我夢中で周囲のことに注意が向かなくなってしまい、飲み下せば即効性の毒でしばらくの間敵を行動不能（スタン）にできる。敵は団子に一定距離近づくと屈んで拾う動作を取り、その間は目の前に移動してもプレイヤーに気づかないため、食べる前に忍殺すれば何度でも回収して再利用できる。
五色米（ごしきまい）
本来は情報伝達に用いる着色した米粒だが、このゲームでは地図に目印を付けるため、もしくは空蝉の術使用時の復活位置の目標に使用。それ以外の用途ではあまり使われないが、戦闘中に敵に拾わせて隙を作ることもできる。
神命丹（しんみょうたん）
体力を全回復する秘薬。飲干す際は大きな隙が生じる（使用中に攻撃を受けると、薬を落としてしまう）。東忍者の秘薬のはずだが他の忍びたちも使用する。
癇癪玉（かんしゃくだま）
投げることで爆発する。現代のものとは違い、爆弾のようなもの。主に強い敵を攻撃するために使用する。近くにいると自分もダメージを受ける。
煙玉（けむりだま）
投げると煙が発生し、その範囲内の相手（複数も可）の目や鼻や咽喉を刺激し、行動を封じる。本来、逃走用に用いられる忍具であるが、使用者は煙の影響を一切受けない特性を生かし、隙の大きな神命丹とセットで使用されることが多い。
地雷（じらい）
任意で地面や床に設置可能な罠。設置後は、敵味方を問わず最初に踏んだ者がスイッチとなり爆発する。あらかじめ敵の巡回ルートに置くことで罠にかけられる。
吹き矢（ふきや）
矢の先に猛毒を塗った遠距離用暗殺忍具。無警戒時の敵に命中すれば、一発で敵を仕留めることができる。発覚状態では微ダメージと毒を与えるだけ。吹き矢に用いる筒は水遁の術にも流用される。
八方手裏剣（はっぽうしゅりけん）
八つの棒手裏剣を一度に投げる。現実の八方手裏剣は、八方に刃が突き出している手裏剣。
変化の術（へんげのじゅつ）
一定時間敵や町人に成りすまし人目を欺くことが可能だが、獣には嗅覚により発覚してしまう。
空蝉の術（うつせみのじゅつ）
体力が尽きた瞬間、身代わりの樹と入れ替わり、離れた場所で復活することができる。体力は全回復する。
忍犬（にんけん）
骨で忍犬蝉丸を召喚し、敵を攻撃させる術。
真似笛（まねぶえ）
様々な動物の鳴き声を発することのできる特殊な笛。発覚状態でも姿を隠して使用すると未発覚状態にできる。
鋼糸（はがねいと）
『必殺シリーズ』でおなじみの吊し技を披露する始末道具。任意な範囲の遠距離から敵を忍殺することができる。
爆ぜ車（はぜぐるま）
敵などに投げつけ、遠隔操作で爆破させることができる風車。
竹鉄砲（たけでっぽう）
『新・必殺仕置人』の巳代松の得物そのままの始末道具。射程が短い点も同じ。ダメージはかなり大きく、ボスキャラクターも吹き飛ばすことができる。

## 舞台版
『天誅4』よりも後の時代設定となっており、滝川来栖をはじめ、繁松盛近、綺羅、北神氏就といったオリジナルキャラクターが登場する。

### 2014年版舞台
2014年5月7日から11日まで東京新宿のシアターサンモールにて公演された。

#### キャスト（2014年版舞台）
| | |
| - 力丸 - 森渉 - 彩女 - 江田結香 - 小太郎 - 熊野直哉 - 満 - 竹花久美 - 茂吉 - 内田智太 - 滝川来栖 - 富田翔 - 美弥 - 宮内かれん - 火影 - 竹石悟朗 - 綺羅 / 通（2役） - 宮原華音 - 風雷 - 貴瀬雄二 - 水蜘蛛 - 糸永徹 - 菊姫 - 木本夕貴 - 郷田松乃信 - 三宅克幸 - 桂 - 葉山レイコ - 松 - 今井久美子 - 関谷直忠 - 中村宜広 - 橘十兵衛 - いしはらだいすけ - 繁松盛近 - 大神拓哉 | - 凜 - 逢沢凛 - 龍丸 - 市瀬秀和 - 香我美 - 春原優子 - 鬼陰 - 沖野晃司 - とろろ - 七海とろろ - 使者 - 葵洋輔 - 北神氏就 - 高田淳 - 美国 - 大友歩 - 円谷義家 - 山沖純 - 下塚雪之承 - 福田智行 - 大吾郎 - 添田翔太 - 祭 - 大音文子 - 日替わりゲスト - 魚建（5月7日19:00 / 5月9日19:00） - 坂本頼光（5月8日19:00） - 関智一（5月9日14:00 / 5月11日13:00） - 垣松あゆみ（5月10日13:00 / 同日18:00） - 木村昴（5月11日17:00） |

#### スタッフ（2014年版舞台）
- 脚本・演出 - 久保田唱
- 音楽 - 朝倉紀行
- 舞台監督 - 上村利幸
- 音響 - 前野公英
- 照明 - 萩原賢一郎
- 映像 - 神林裕介
- 衣装 - 森久美子、絵衣子
- メイク - 平林純子、成谷充未、村野一絵
- 宣伝美術 - 永橋茂和、金原大祐
- WEB - 安藤匡史
- 宣伝写真 - 後藤康夫
- 武芸考証監督 - 和希政幸
- MOCAPテクニカルディレクター - 小島一成
- MOCAPアシスタント - 太田隼人、河西大介、星野和也
- 企画 / プロデューサー - 前田和紀
- 宣伝 / アシスタントプロデューサー - 藤原マリエ（株式会社DECCA）
- アソシエイトプロデューサー - 津田悠子
- 制作 - 田中耕平 / とみたあきこ（企画演劇集団ボクラ団義）
- 制作協力 - 企画演劇集団ボクラ団義、株式会社DECCA
- 特別協力 - 株式会社 フロム・ソフトウェア
- 技術協力 - 神奈川工科大学先進技術研究所、株式会社ナックイメージテクノロジー,Motion Analysis Corp.
- 企画製作 - ACRAFT

### 2015年版舞台
2015年10月21日から25日にキャストを追加・変更した舞台版 天誅2015として六行会ホールで再演された。

#### キャスト（2015年版舞台）
| | |
| - 力丸 - 森渉 - 彩女 - 那海 - 龍丸 - 竹石悟朗 - 凛 - 平山空 - 滝川来栖 - 藤堂瞬 - 火影 - 福地慎太郎 - 香我美 - 春奈 - 菊姫 - 長友知美 - 美弥 - 最上瑠南 - とろろ - 七海とろろ - 冥王 - 小池亮介 - 小太郎 - 石坂志輝 - 満 - 三平恵子 - 下塚雪之丞 - 水谷駿介 - 繁松盛近 - 図師光博 - 関谷直忠 - 中村宜広 - 橘十兵衛 - 小川大悟 - 郷田松乃信 - 眞田規史 - 桂 - 根岸絵美 - 松（菊姫侍女） - 中野裕理 | - 綺羅 - 鈴木聖奈 - 風雷 - 永尾麟ノ介 - 水蜘蛛 - 沖田幸平 - 伊藤翼 - 森下まぐ - 芹澤良 - 大音文子 - 小澤雄喜 - 佐野愛維奈 - 田中靖人 - 鶴田優光 - 古谷淳 - 北神氏就 - 林野健志 - 鬼陰 - 沖野晃司 - 日替わりゲスト - 齋藤彩夏（10月21日19:00） - 金田朋子（10月22日14:00 / 19:00） - 柏野昌俊（10月23日14:00 / 19:00） - 高城元気（10月24日13:00 / 18:00） - 恒松あゆみ（10月25日13:00） |

#### スタッフ（2015年版舞台）
- 脚本・演出 - 久保田唱（企画演劇集団ボクラ団義）
- 音楽 - 朝倉紀行
- 企画・プロデューサー - 前田和紀（ACRAFT）
- 宣伝 / アシスタントプロデューサー - 藤原マリエ（株式会社DECCA）
- 制作 / アシスタントプロデューサー - 中村宜広（企画演劇集団ボクラ団義）
- 舞台監督 - 上村利幸
- 舞台美術 - 青木拓也
- 照明 - 萩原賢一郎
- 音響 - ORANGE COYOTE
- 衣装 - 絵衣子
- 衣装補佐 - 平山空
- 宣伝美術 - 尾花龍一
- 音響 - 吉田望
- メイク - 平林純子
- メイクアシスタント - 佐藤愛
- Web - 金原大祐（株式会社ウムデザイン）
- 制作協力 - 企画演劇集団ボクラ団義
- 後援 - フジパシフィックミュージック
- 特別協力 - 株式会社フロム・ソフトウェア
- 企画・製作 - ACRAFT

### 関連商品
- 舞台版 天誅DVD